# Lac Balaour
Le lac Balaour (Isolette) est situé dans le massif du Mercantour, dans le haut vallon de la Madone de Fenestre à 2 342 m d'altitude, sur la commune de Saint-Martin-Vésubie, dans le département des Alpes-Maritimes, en région Provence-Alpes-Côte d'Azur.

## Géographie
Le Lac Balaour, a pour alimentation la Vésubie, qui prend source au lac Blanc (2 665 m) massif du Mercantour à 1 km environ au nord-est

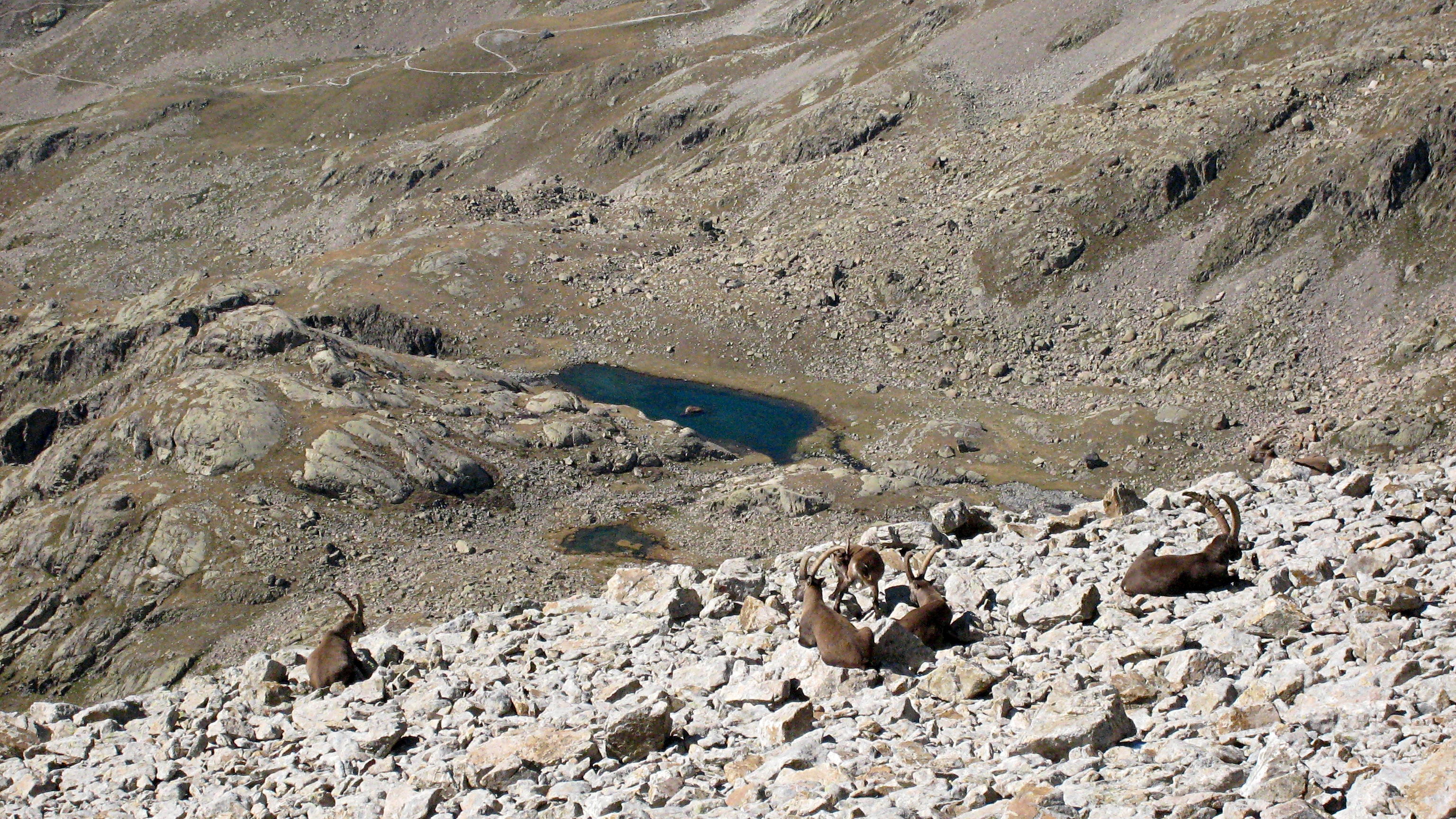
Vue du lac Balaour (Isolette) depuis l'arête du Caïre Cabret.

La Vésubie étant un affluent du fleuve le Var, le lac appartient donc au bassin versant du Var.
Il a aussi pour émissaire la Vésubie. Il est voisin du lac de Fenestre autre source de la Vésubie, à 1 km environ à l'ouest et du lac Cabret à 1 km environ à l'est.